# يورغن إريك لارسن
يورغن إريك لارسن (بالدنماركية: Jørgen E. Larsen)‏ هو لاعب كرة قدم ومدرب كرة قدم دنماركي، ولد في 25 يوليو 1945 في الدنمارك في مملكة الدنمارك. لعب مع نادي هرفوليه.